# Zatrucie toksynami mięczaków morskich
Zatrucie toksynami mięczaków morskich, zatrucie małżami – grupa zatruć pokarmowych wywoływanych przez glony planktonowe, głównie z typu bruzdnic, akumulowane przez mięczaki, przede wszystkim małże (omułki, ostrygi, przegrzebki, sercówki), które się tymi glonami odżywiają. 
Spożycie skażonych małży wywołuje różne objawy, zależne od rodzaju toksyny, jej stężenia i wielkości spożycia. Zatrucie może przyjmować następujące postacie:
- amnestyczną – wywoływaną przez kwas domoikowy, nietypowy aminokwas. Choroba charakteryzuje się pojawieniem się pierwszych objawów żołądkowo-jelitowych po 24 godzinach, a objawów neurologicznych po 48 godzinach. Objawy neurologiczne przypominają chorobę Alzheimera: występuje mylenie się, dezorientacja, utrata pamięci, napady, śpiączka. Opisano przypadki śmiertelne, zwłaszcza u osób starszych.

- biegunkową – powodowaną przez kwas okadaikowy, toksyny fitoplanktonu z rodzaju Dinophysis, pektenotoksyny i jessotoksyny oraz przez kwas azaspirowy. Objawy pojawiają się po 30 minutach od spożycia toksyn i utrzymują do czterech dni. Występują uporczywe biegunki, wymioty, nudności i kurczowe żołądka, którym towarzyszy gorączka, bóle głowy i dreszcze. Dolegliwości ustępują samoistnie.

- neurotoksyczną – powodowaną przez brewetoksynę. Objawy pojawiają się nawet kilka minut po spożyciu skażonego pokarmu, ale mogą również wystąpić przy wdychaniu aerozolu morskiego. Mogą wystąpić podwójne widzenie, trudności w przełykaniu, dreszcze, mdłości, biegunka, drętwienie, suchość w ustach. W przypadku zatrucia inhalacyjnego pojawia się uporczywy kaszel. Objawy ustępują zwykle po kilku godzinach, rzadziej po kilku dniach, a choroba nie daje trwałych konsekwencji.

- porażenną (porażeniową, paralityczną) – najczęściej wywoływaną działaniem saksytoksyny. Objawia się drętwieniem języka, brakiem czucia, porażeniem mięśni oddechowych i układu ruchu, porażeniem układu sercowo-naczyniowego (z powodu hipotensyjnego działania toksyny), drżeniem rąk i palców u nóg, bełkotliwą mową, nadmiernym ślinieniem. Objawy występują szybko, 0,5 do 2 godzin od spożycia mięczaków, niekiedy wymagają intubacji i stosowania oddechu wspomaganego. Śmiertelność przy tym typie zatrucia wynosi około 10%.

## Epidemiologia i profilaktyka
Mięczaki morskie są często konsumowane, a zanieczyszczenie wód sprzyja nadmiernemu rozwojowi alg (zakwitom wody). Jedynym sposobem zapobiegania zatruciom jest niespożywanie mięczaków, zwłaszcza w momencie zakwitów wody. Większość krajów, w których doszło do zatruć, wdrożyło specjalne procedury badania mięczaków i dopuszczania ich do sprzedaży. W Unii Europejskim reguluje to decyzja Komisji z dnia 15 marca 2002 (2002/225). Nie wolno spożywać mięczaków morskich zebranych własnoręcznie, gdyż nie podlegają one kontroli skażenia i najwięcej zatruć miało miejsce właśnie w takiej sytuacji.